# Goodbye (chanson de Feder)
Pour les articles homonymes, voir Goodbye.
Goodbye est une chanson de 2015 du DJ et producteur français Feder (Hadrien Federiconi) dont les paroles sont chantées par Lyse (Anne-Lyse Blanc). Elle est numéro un des ventes en France durant 6 semaines, du 20 juin au 25 juillet 2015.

## Liste des morceaux
| 1. | Goodbye (feat. Lyse) | 3:24 |

## Classements et certifications

### Classement hebdomadaire
| Chart (2015)                            | Classement |
| --------------------------------------- | ---------- |
| Allemagne (Media Control AG)            | 8          |
| Autriche (Ö3 Austria Top 40)            | 6          |
| Belgique (Flandre Ultratop 50 Singles)  | 3          |
| Belgique (Wallonie Ultratop 50 Singles) | 1          |
| Espagne (PROMUSICAE)                    | 35         |
| France (SNEP)                           | 1          |
| Hongrie (Single Top 40)                 | 1          |
| Italie (FIMI)                           | 11         |
| Liban (Lebanese Top 20)                 | 8          |
| Pays-Bas (Nederlandse Top 40)           | 24         |
| Pays-Bas (Single Top 100)               | 26         |
| Russie (Tophit)                         | 4          |
| Suisse (Schweizer Hitparade)            | 1          |

### Classement annuel
| Classement (2015)             | Meilleure position |
| ----------------------------- | ------------------ |
| Allemagne (GfK Entertainment) | 39                 |
| Autriche (Ö3 Austria)         | 31                 |
| Belgique (Flandre Ultratop)   | 15                 |
| Belgique (Wallonie Ultratop)  | 5                  |
| France (SNEP)                 | 5                  |
| Hongrie (Mahasz)              | 4                  |
| Russie (Tophit)               | 12                 |
| Suisse (Schweizer Hitparade)  | 15                 |

### Certifications
| Pays                 | Certifications |
| -------------------- | -------------- |
| Allemagne (BVMI)     | Platine        |
| Autriche (IFPI)      | Or             |
| Belgique (Ultratop)  | Platine        |
| Espagne (Promusicae) | Or             |
| France (SNEP)        | Or             |
| Italie (FIMI)        | Platine        |
| Pays-Bas (NVPI)      | Platine        |
| Suisse (Hitparade)   | Platine        |